# Szinkronizálás (elektrotechnika)
Ha egy generátort a villamos hálózatra akarunk kapcsolni, ennek feltétele, hogy a gép és a hálózat minden paramétere megegyezzen. Váltakozó áramú hálózat esetén ennek létrehozása a szinkronizálás, és bekövetkezte a szinkron állapot.

## Sziget üzemű szinkron gép indítása
Ha egy szinkrongépünk arra van hivatva, hogy valamilyen fogyasztót generátorként egymaga tápláljon, akkor nincs szükség szinkronizálásra. Üzembe helyezése előtt (meggyőződve a gép kifogástalan üzemképességéről) a gép kapcsait rákapcsoljuk a fogyasztó áramkörre. A hajtógépet elindítva névleges fordulatszámig gyorsítjuk a gépcsoportot, és fokozatosan fölgerjesztjük a generátort (mint mondani szokás: „rágerjesztünk a hálózatra”), természetesen kellő óvatossággal, hogy a hálózati hibák esetén a rövidre zárás ne okozzon bajt; ha pedig nincs ilyen hiba, a hirtelen terhelés a gép tengelyét ne vegye lökéssel igénybe.

## Háromfázisú gép szinkronozása

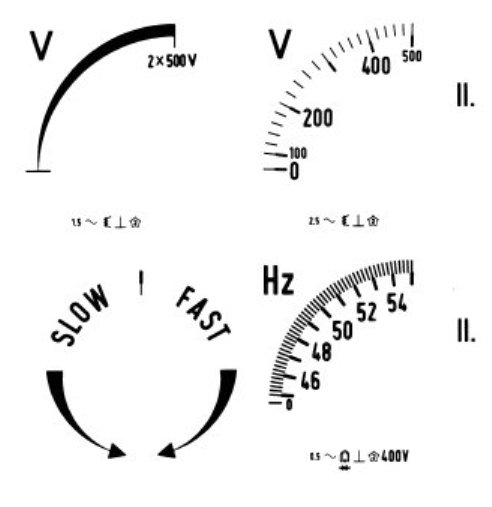
A skála mesterrajza

Ha szinkrongépünket feszültség alatt lévő hálózatra akarjuk kapcsolni, azt csak akkor tehetjük meg, mikor gépünk indukált feszültsége tartósan egyenlő a hálózati kapocsfeszültséggel. Ezt az állapotot, az úgynevezett szinkronizmust, szinkronozással érjük el. Szinkronizmusban a bekapcsolás előtt a gép, és a hálózat feszültsége egyenlő kell, hogy legyen. A két feszültség frekvenciája, és minden pillanatnyi értéke kell, hogy egyezzék; háromfázisú gép feszültségeinek fázissorrendje is azonos kell legyen. Ha úgy kapcsoljuk a generátort a hálózatra, hogy a szinkronizmus nem áll fenn, a hálózat berántja a generátort a szinkron állapotra, ami a gép tönkremenését okozhatja, akár a gép tengelyét is eltörheti, amennyiben a védelmek működése nem elegendően gyors.
A szinkron állapot meglétéről többféle módon is meggyőződhetünk. A szinkron állapot feltételei:
- Tartósan egyezzen meg a frekvencia,
- egyezzen meg a feszültség,
- egyezzen meg a fázissorrend (vagyis a hálózat és a gép feszültségvektora egy irányba forogjon),
- a feszültségek egymással fázisban legyenek.

## Sötétre kapcsolás

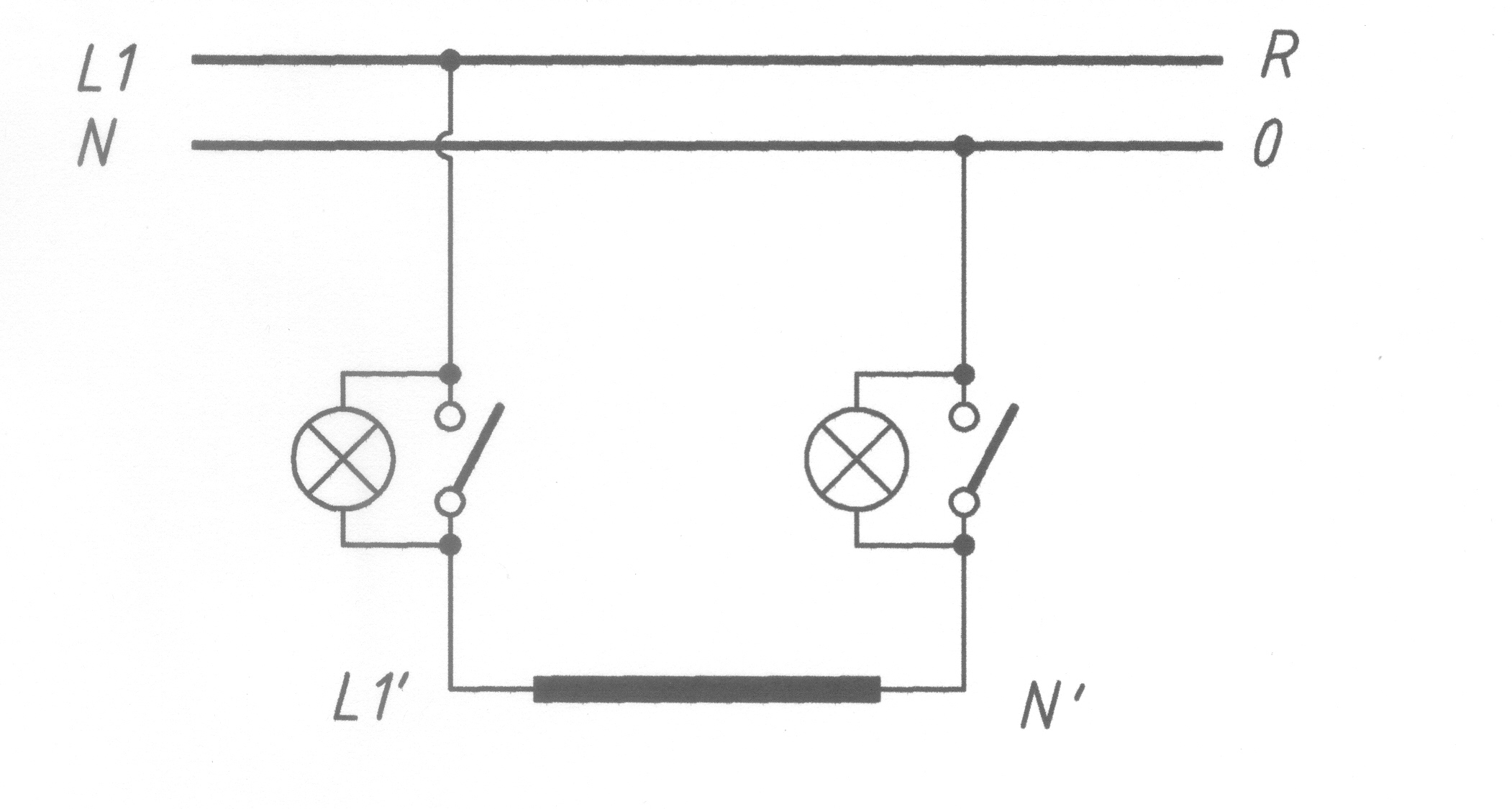
Egyfázisú szinkron gép szinkronozása: sötétre kapcsolás

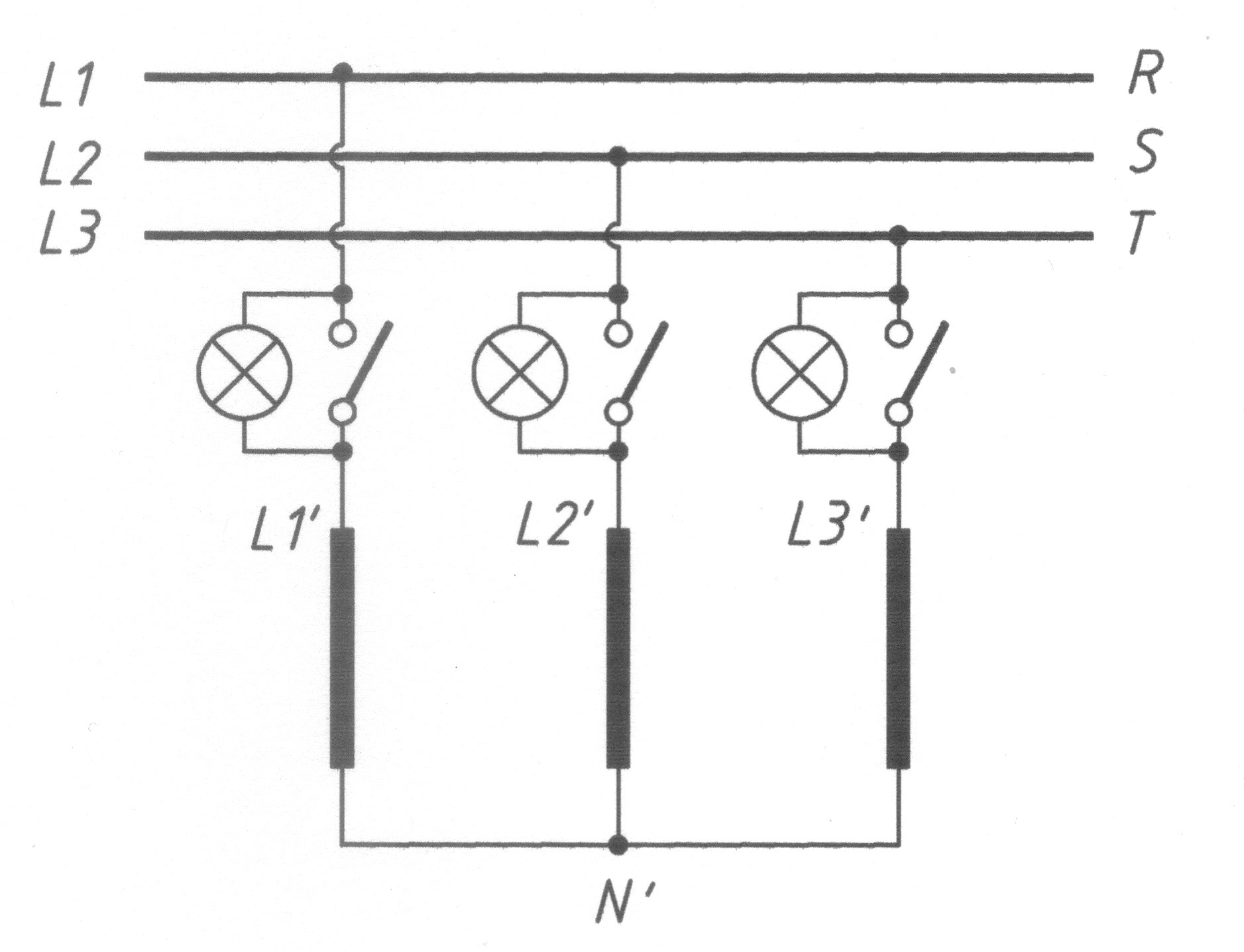
Háromfázisú szinkron gép szinkronozása: sötétre kapcsolás

A gépet előkészítjük, gerjesztéséről, és hajtásáról gondoskodunk, kapcsolóját azonban nyitva hagyjuk, és a nyitott kapcsok mellé lámpát, vagy voltmérőt kapcsolunk. A lámpák, vagy voltmérők ellenállása egyezzen meg! Álló generátor mellett a hálózati kapocsfeszültség a lámpákon (voltmérőkön), és a gép armatúra tekercsén keresztül zárt áramkörre talál, a lámpák gyengén égnek, a voltmérők kis kitérést mutatnak. Ha a gépünket elindítjuk, armatúrájában indukált feszültség támad, és ez a lámpákon, illetve voltmérőkön ráül a hálózati feszültségre. a kétféle (hálózati és gépi) feszültség frekvenciája, és effektív értéke általában nem lesz azonos, ezért eredőjük lebegő feszültség. A lámpákon mindig a pillanatnyi, előjelhelyes eredőjük jelenik meg, így a lámpa a különbségi frekvencián lobog. Ha bekövetkezik a hálózat, és a gép szinkronizmusa, vagyis ha frekvenciájuk azonos, és a feszültségek tartósan azonos nagyságúak, és irányúak a lámpák tartósan elalszanak. Közepes-, és nagyobb feszültségű hálózatoknál szinkronozó lámpákat nem használhatunk, ott feszültségváltókat használunk, és ezek szekunder körébe kötjük a lámpákat.

## Világosra kapcsolás

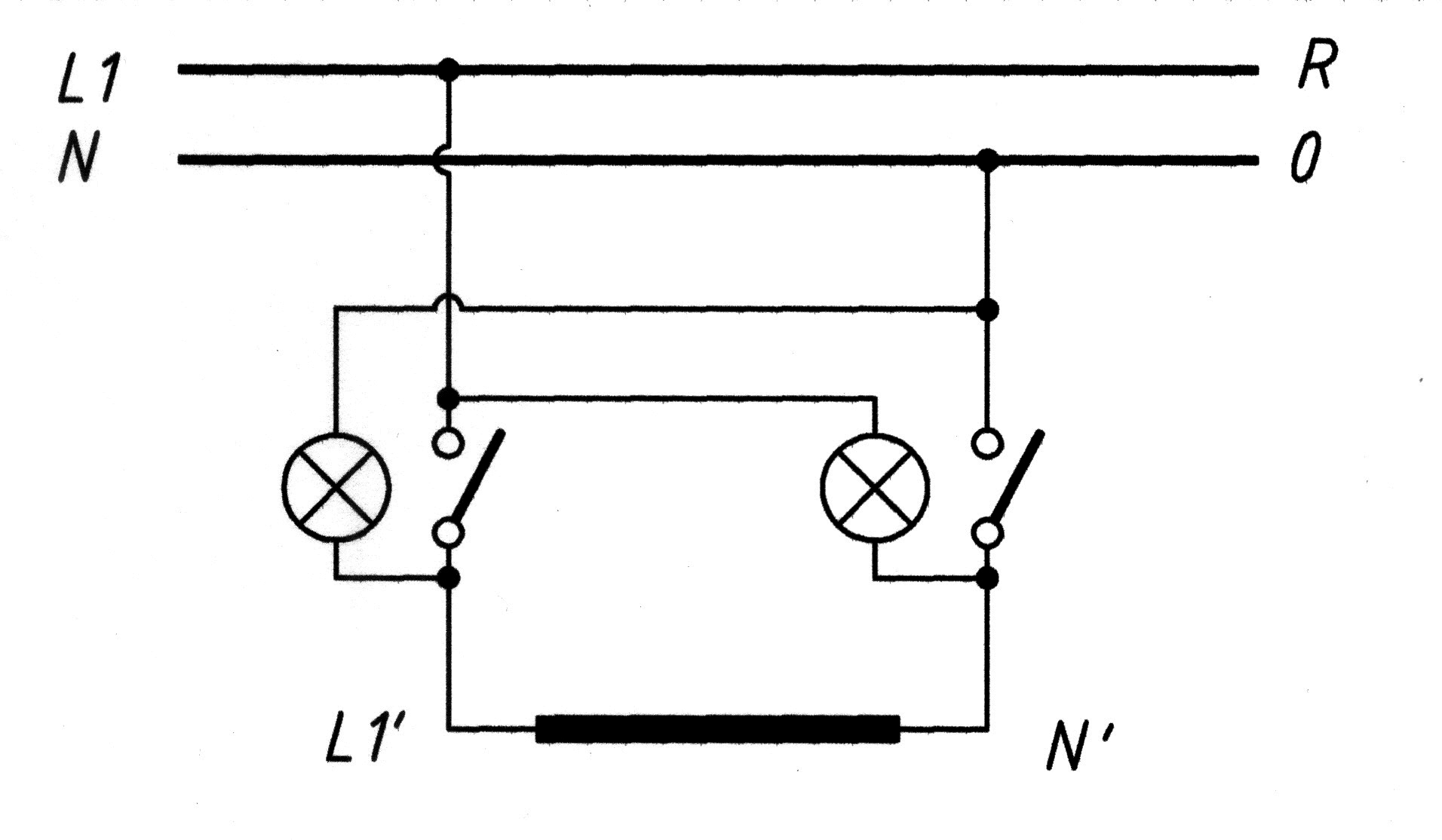
Egyfázisú szinkron gép szinkronozása: világosra kapcsolás

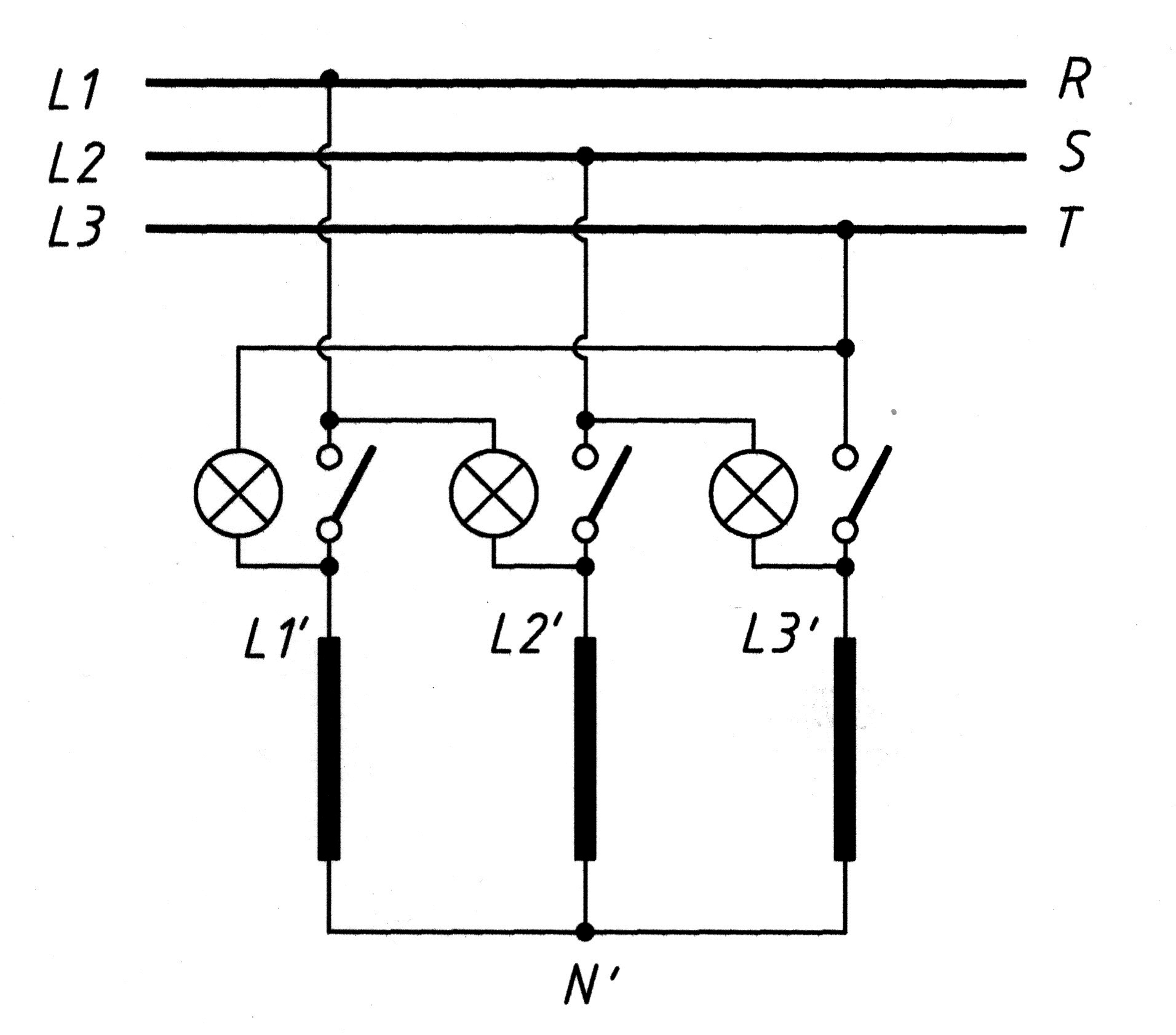
Háromfázisú szinkron gép szinkronozása: világosra kapcsolás

Egyfázisú gépeknél elterjedt még a világosra kapcsolás. Ekkor a lámpák teljes izzása jelzi a szinkronizmust. ez a kapcsolás nem használható többfázisú gépeknél, mert ott a tartós izzás bekövetkezik akkor is, ha csak a feszültség, a frekvencia és fázissorrend azonos, de a feszültségek között lényeges (pl. 90˚) a fáziseltolás.

## A lámpák vegyes kapcsolása

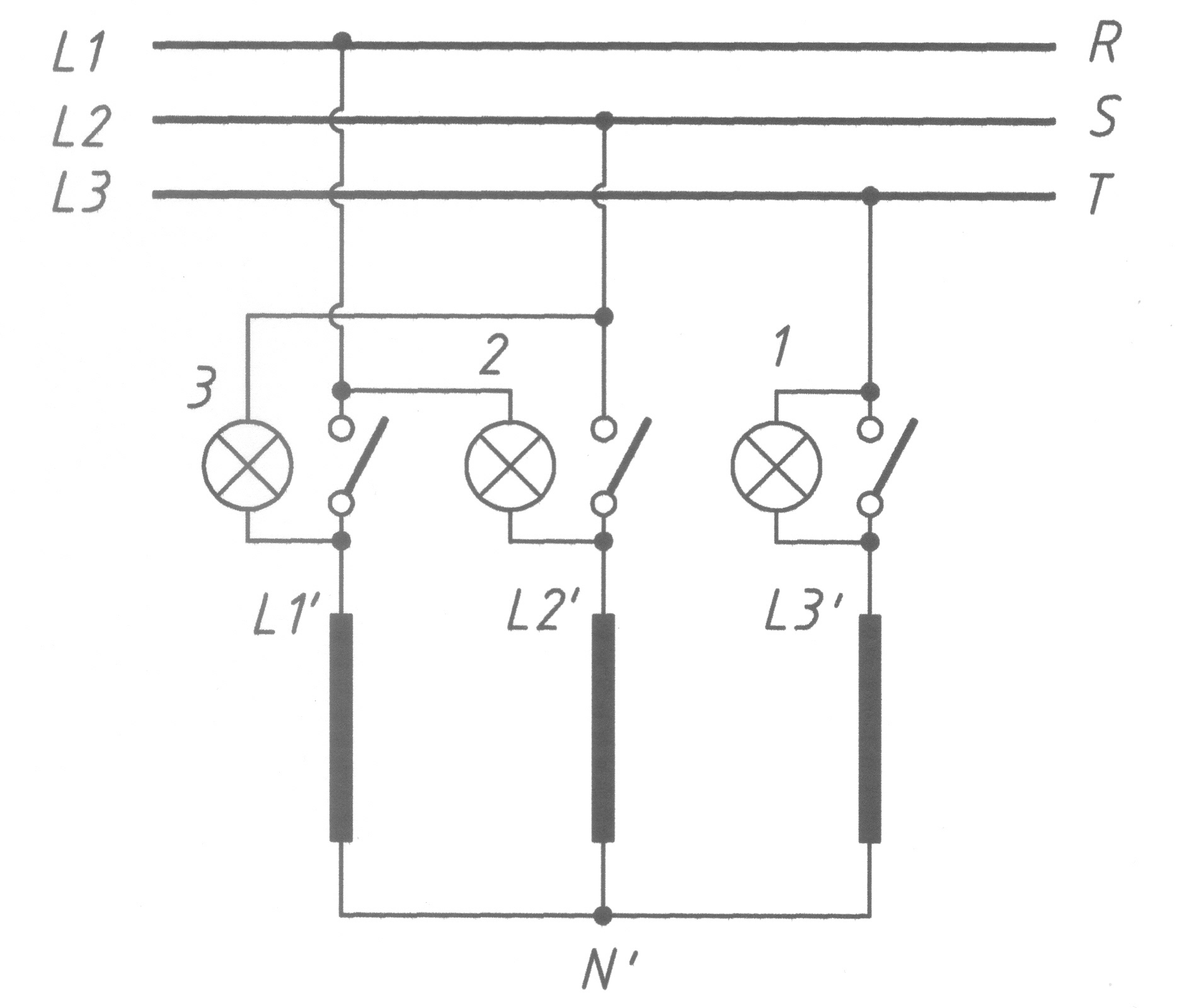
Háromfázisú szinkron gép szinkronozása: vegyes kapcsolás

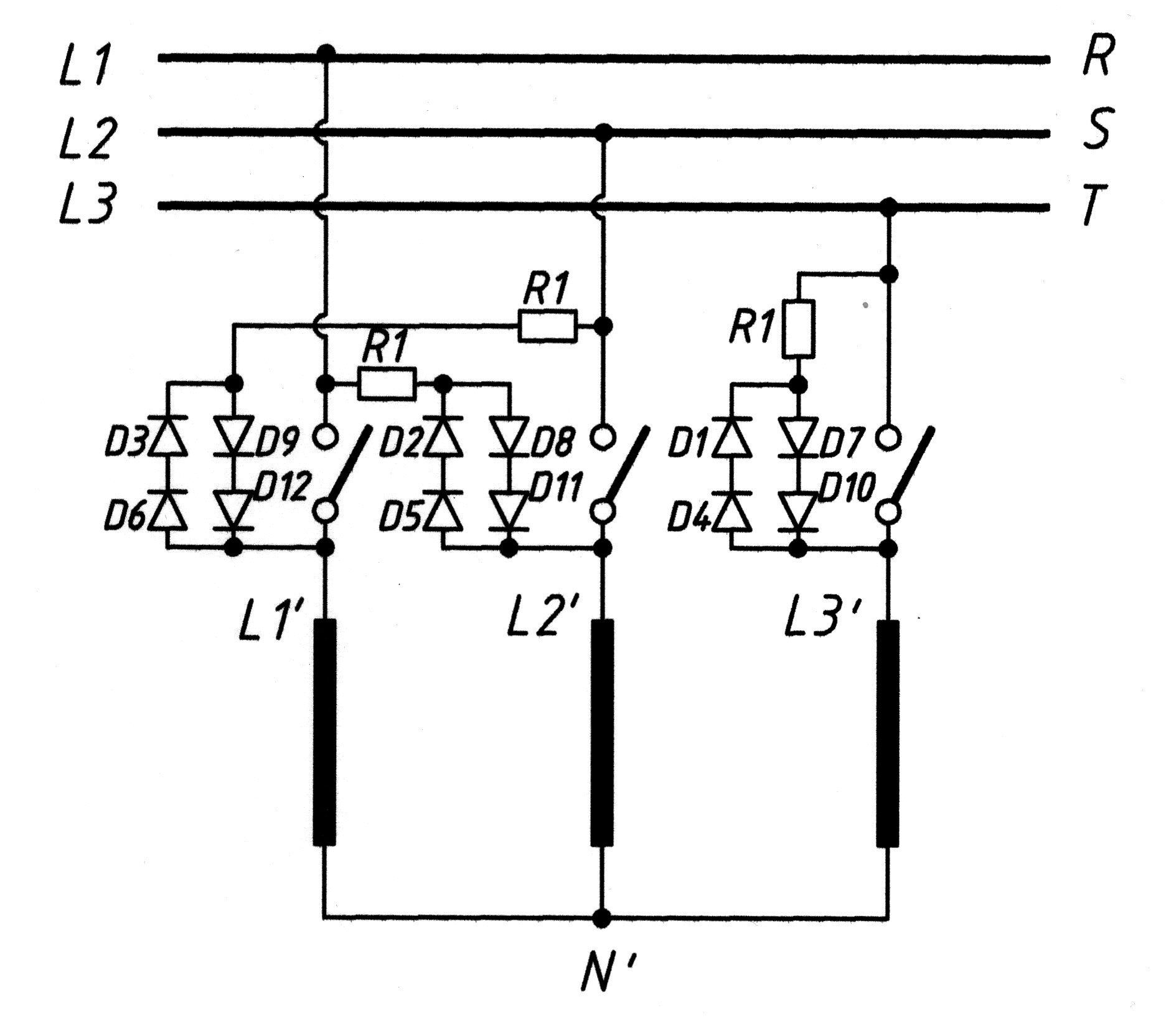
Háromfázisú szinkron gép szinkronizálása: vegyes kapcsolás LED diódákkal

Háromfázisú gépek szinkronozására igen elterjedt a lámpák vegyes kapcsolása. Ebben 1 lámpa sötétre, 2 világosra van kapcsolva. Szinkronizmusban a sötétre kapcsolt lámpa tartósan kialszik, míg a két világosra kapcsolt lámpa tartósan világít. Ha a lámpák sorrendje megegyezik a hálózat fázissorrendjével, és a lámpákat egy szabályos hatszög csúcsainál, vagy egy kör mentén az óramutató járása szerinti sorrendben helyezzük el, és a lámpák számát megsokszorozzuk. Helyes kapcsolás esetén az egyik (sötétre kapcsolt) lámpa sem világít, míg a világosra kapcsolt lámpák világítanak. Az óramutató járásával szemben forog a jelenség, ha a gép lassabban forog a kelleténél, a lámpák sorrendjével azonos irányban forog a jelenség, ha a gép gyorsabban forog a kelleténél. Ha több mint két lámpa (valamennyi lámpa) periodikusan egyszerre elalszik, és felgyúl, a gép forgási értelme, nem felel meg a hálózati fázissorrendnek. Értelemszerűen a lámpák helyett használhatunk kielőtétezett LED diódákat is. Ilyenkor minden LED diódát megduplázva antiparalel kapcsolunk, és így nincs szükség egyenirányításra. A LED diódák bekötése olyan, hogy sorrendben minden három LED diódából az első sötétre, a másik kettő világosra van kapcsolva. A 12 LED diódából 4 sötét, és 8 világít. Az eltérés hatására a sötét lámpa világítani kezd, míg a mellette lévő (az eltérésnek megfelelő irányú) LED kialszik, így mintegy „forog” valamilyen irányba.
A szinkronozó lámpák mellett szokás még voltmérők („nullavoltmérők”) és szinkronoszkópok használata is. A két frekvencia ellenőrzésére általában dupla frekvenciamérőt építenek be.

## Szinkronizálás kapcsolótáblába építhető szinkronizáló egységgel
A műszerbe beépített feszültségmérő van, mely mutatja a generátor feszültségét. A beépített mutatós frekvenciamérő pedig a generátor frekvenciáját. A frekvenciamérő skálája nem DIN szerinti, így pontosabb leolvasást tesz lehetővé. (Felbontása 0,2 Hz) A szinkronoszkóp helyett van beépítve a 12 LED-ből álló egység. Ezen túlmenően egy nulla voltmérő is be van építve, mely duplán túlterhelhető, beállítása pedig olyan, hogy a nulla környéki kitérések legyenek a lehető legnagyobbak. Ez mutatja a két hálózat feszültségének különbségét. A generátor gerjesztésekor azonnal látható a generátor feszültsége és frekvenciája. Ez segíti a generátor felgerjesztését. Normál körülmények között nincsen szinkron állapot. Ekkor a LED-ek a fentebb leírtak szerint „forognak”, míg a nulla voltmérő a különbségi frekvenciának megfelelően „lebeg”. Célszerűen a feszültséget, és a frekvenciát be kell állítani a generátoron. Megközelítve a szinkron állapotot a LED-ek forgása lelassul, és a nulla voltmérő egyre kisebb kilengéseket végez a nulla eltéréshez képest. Elérve a szinkron állapotot a LED-ek forgása leáll, és a nulla voltmérő kilengései megszűnnek. Ekkor a generátort rá lehet kapcsolni a hálózatra.